# Leptostreptus leviventer
Leptostreptus leviventer är en mångfotingart som beskrevs av Carl Graf Attems 1936. Leptostreptus leviventer ingår i släktet Leptostreptus och familjen Harpagophoridae. Inga underarter finns listade i Catalogue of Life.